# 双林寺 (山西省)
双林寺（そうりんじ）は、中華人民共和国山西省晋中市平遥県にある仏教寺院。

## 歴史
双林寺の本名の中都寺は、創立年代には正確に記載されていません。寺に現存する北宋の大中祥符4年（1011年）の「姑姑の碑」には、「中都寺は北斉の武平2年（571年）に再建された」と記されています。宋代、仏教の「双林入滅」の説を取って、中都寺は双林寺と改名した。
1965年5月24日、山西省人民政府は双林寺を山西省重点文物保護単位に認定した。1987年8月7日に双林寺色彩塑芸術館が正式に設立された。1988年1月13日、中華人民共和国国務院は大雲寺を全国重点文物保護単位に認定した。

## 伽藍
双林寺の敷地は約15000平方メートルで、北に座って南に向かい、禅院は東にあり、中軸線は南から北にかけて順に堡門、天王殿、釈迦殿、大雄宝殿、娘娘殿となり、両側に地蔵殿と土地殿、羅漢殿と伽藍殿、鐘楼、鼓楼、千仏殿、菩薩殿、貞義祠があります。
- 堡門。
- 天王殿。
- 釈迦殿。
- 地蔵殿、土地殿。
- 羅漢殿、伽藍殿。
- 大雄宝殿。
- 千仏殿。
- 菩薩殿。
- 娘娘殿。
- 天王殿の天王塑像。
- 天王殿の天王塑像。
- 千仏殿の観音菩薩。

## 書籍
- 李慕南 (2011) (中国語). 中国文化史叢書・芸術巻——彫刻芸術. 河南省鄭州市: 河南大学出版社